# Harry Roossien
Harm "Harry" Roossien (Stadskanaal, 25 juli 1916 – Groningen, 7 februari 2001) was een Nederlandse verzetsstrijder tijdens de Tweede Wereldoorlog.
Roossien was lid van de verzetsgroep 't Zwaantje uit Delfzijl, begonnen door de huisarts Allard Oosterhuis. Hij was kapitein van de coaster Hollandia en maakte vele tochten naar Zweden en Engeland waardoor mensen en spionagemateriaal het bezette Nederland konden verlaten en radiozenders, foto's van de koningin en geld voor het verzet aan boord van schepen het land worden binnengesmokkeld.
Op 21 juli 1943 rolde de Sicherheitsdienst de verzetsgroep na verraad op. Ondanks een collectief doodvonnis op 23 juni 1944 wisten de meeste leden van de groep de oorlog te overleven in Duits gevangenschap. Ze werden in het voorjaar van 1945 door het Amerikaanse leger in Duitsland bevrijd, waaronder Roossien.
Tot in de jaren negentig was Roossien actief betrokken bij het levend houden van de herinneringen aan de oorlog en werkte mee aan diverse tentoonstellingen over het verzet in Noord Nederland. Zo was hij onder ander penningmeester van de Stichting  Oorlogs- en Verzetsmateriaal Groningen. Ook gaf Roossien regelmatig voorlichting op (basis)scholen om leerlingen te waarschuwen voor het fascisme.

## Decoraties
- Verzetsherdenkingskruis
- Kruis van verdienste